# Calamus robinsonianus
Calamus robinsonianus är en enhjärtbladig växtart som beskrevs av Odoardo Beccari. Calamus robinsonianus ingår i släktet Calamus och familjen Arecaceae. Inga underarter finns listade i Catalogue of Life.